# Мысовский, Лев Владимирович
Лев Владимирович Мысовский (6 [18] февраля 1888, Саратов — 29 августа 1939, Ленинград) — русский и советский физик, доктор физико-математических наук. Автор большого количества теоретических разработок и практических изобретений. Первый заведующий физическим отделом Радиевого института, где проработал 17 лет.

## Биография
Л. В. Мысовский родился в городе Саратове в семье Владимира Мануиловича Мысовского, который всю свою жизнь служил военным врачом. Мать — Клавдия Павловна, урождённая Бетерякова; от отца ей досталась богатая библиотека. Любовь к чтению отличала Льва в детстве, и это повлияло на развитие будущего учёного. Жизнь военного была связана с переездами: сначала Мысовские жили в Саратове, затем переехали в Одессу, позже — в Польшу.
Среднее образование Лев Владимирович получил в Одессе, он учился в 3-й одесской гимназии. Окончив гимназию, продолжил обучение в столице — в 1907 г. поступил на физико-математический факультет Петербургского университета.
Первый интерес к исследованиям будущий учёный проявил ещё в гимназии, его первыми достижениями стали способ элементарного построения касательной в любой точке эллипса, а также простое решение вопроса о стереоскопическом изображении больших картин. Это решение стало первой признанной научной идеей Мысовского, оно позже демонстрировалось на одном из собраний II Менделеевского съезда, который был посвящён работам студентов.
Л. В. Мысовский окончил физико-математический факультет в 1914 году, после чего остался работать на кафедре профессора И. И. Боргмана для приготовления к профессорскому званию. Стипендии Мысовский не получал и поэтому был вынужден преподавать физику в гимназии, где добился серьёзных успехов. В его первых научных работах изучалось испускание электрических разрядов с острия под действием радиоактивных излучений. На этом принципе построен счётчик Гейгера.
В 1918 году Л. В. Мысовский из школы перешёл работать в Государственный рентгеновский институт. Он активно включился в работу и стал одним из организаторов Радиевого отделения, начав работу на должности помощника заведующего. После смерти Л. С. Коловрат-Червинского Мысовский стал заведующим отделением.
В 1922 году был создан Радиевый институт, в состав которого вошло Радиевое отделение Рентгенологического и Радиологического института. Мысовский перешёл туда на должность заведующего физическим отделом; в этом отделе он провёл всю свою научную деятельность. Это был главный отдел института, одной из задач были исследования радиоактивных элементов, в первую очередь — радия. Данный элемент был впервые в стране получен в экспериментах В. Г. Хлопина.
В своей научной карьере Лев Владимирович Мысовский сочетал исследования в области физики космических лучей с исследованиями в ядерной физике и ускорительной технике.

### Физика космических лучей
Вопрос существования космических лучей Мысовский начал изучать в 1924 году вместе с Л. Р. Тувимом. Они доказали, что Земля принимает из космического пространства проникающее излучение со всех сторон. Через три года эксперимент был подтверждён работами Милликена и Камерона, которые измеряли поглощение космического излучения в горных озёрах.
В 1925 году он доказал существование космических лучей измерениями поглощения таких лучей водой в Онежском озере на глубине 10 м. Это стало одним из окончательных доказательств их существования. В 1925 году изобрёл метод регистрации заряженных частиц с использованием толстослойных фотоэмульсий. После этого вплотную занимался этим направлением — изучил пространственное распределение интенсивности космических лучей по углам с вертикалью, влияние широты места наблюдения на интенсивность проникающего излучения, поглощение космических лучей в свинце и эффект вторичного излучения.
В 1926 году открыл барометрический эффект — изменение интенсивности космического излучения с изменением атмосферного давления. Доказал различие космического излучения от излучения радиоактивных веществ по ряду свойств. В 1934 году совместно с М. С. Эйгенсоном проводил эксперименты, в которых при помощи камеры Вильсона доказал присутствие нейтронов в составе космических лучей.

### Ядерная физика
Параллельно с работами по физике космических лучей Л. В. Мысовский работал над вопросами ядерной физики.
В 1923 году разработал прибор для промера препаратов радия, так как они учитывались в качестве валютной ценности в финансовых органах. Прибор также применялся с целью контроля производства в радиевой промышленности. Вторым широко используемым изобретением стал прибор для поиска малых количеств радия путём измерения γ-лучей. Этот прибор широко применялся для определения содержания радия при проведении геологоразведочных работ.
В 1925 году Мысовским была изобретена оригинальная установка, которая позволяла добывать эманацию из растворов радия. Были смонтированы две установки: в Государственном радиевом институте (Ленинград) и в Государственном рентгенологическом институте (Москва). Эти установки позволили получить препараты эманации радия, которые были дефицитным сырьём. Их использовали в медицине, а также в для проведения биологических исследований.
Кроме того, эти установки позволили проводить исследования в области по ядерной физики: на них создавались радон-бериллиевые нейтронные источники, которые позволили проводить новые исследования в области физики нейтронов и искусственной радиоактивности. Позже на смену этому методу пришли эксперименты с использованием ускорителей заряженных частиц.
В 1926 году Л. В. Мысовский изобрёл способ просвечивать металлические отливки γ-лучами для обнаружения в них дефектов. В качестве источника лучей использовался радий, изобретённый метод называется γ-дефектоскопией. Автор разработал рабочую установку для контроля металла, первое промышленное применение метода произошло в 1933 году: на Балтийском судостроительном заводе были проверены отливки толстых металлических плит к печам «Мигге-Перрон».
С 1922 года работал над идеей ускорителя частиц. Изучив идеи циклотрона, построенного в 1930 году американскими физиками Э. Лоуренсом и С. Ливингстоном, проработал проект строительства циклотрона для сооружения в радиевом институте. Соавтором проекта стал Г. А. Гамов, задача была поставлена новаторская: основываясь на данных циклотрона диаметром 25 см построить циклотрон диаметром 1 м. В 1932 году проект был представлен к рассмотрению Учёным советом института, и, после утверждения проекта нового прибора началось его сооружение.

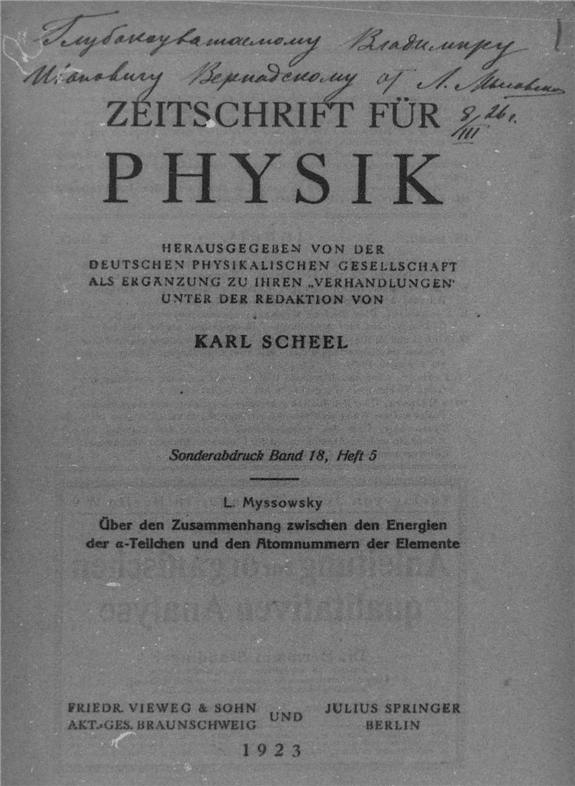
Титульный лист книги Л. В. Мысовского на немецком языке

Работы по строительству выполнялись Мысовским вместе с Г. А. Гамовым и И. В. Курчатовым. Циклотрон был запущен в 1937 году.
В 1930 году совместно с Р. А. Эйхельбергером проводил опыты с рубидием и зарегистрировал в камере Вильсона испускание β-частиц. Позже была открыта естественная радиоактивность изотопа 87Rb.
В 1935 году открыл изомерию атомных ядер у искусственно радиоактивных изотопов вместе с И. В. Курчатовым, Б. В. Курчатовым, Л. И. Русиновым. Был обнаружен изомер искусственного изотопа брома 80Br, образующийся наряду с основным состоянием ядра при захвате нейтронов стабильным 79Br.
В рамках исследований совместно с И. В. Курчатовым сделал вывод, что вероятность захвата быстрых нейтронов очень мала. В 1939 году совместно с А. П. Ждановым проводил эксперименты с ураном, они показали возможность регистрации фрагментов от деления ядер урана под действием нейтронов при помощи толстых слоёв фотоэмульсии.

### Учебная и административная деятельность
Л. В. Мысовский активно работал в области подготовки кадров для атомной физики. После окончания университета первым местом работы Льва Николаевича стала гимназия, в которой он обучал гимназистов физике. С 1922 года он преподавал в Ленинградском политехническом институте, где вёл лабораторию физики.
В апреле 1931 года он открыл специальность радилогии при физическом отделении в Ленинградском государственном университете кафедру радиологии, где читал лекции студентам. Большое количество выпускников кафедры впоследствии работали в физическом отделе Радиевого института. Среди них были такие специалисты, как К. А. Петржак.
Дополнительно с 1936 года Лев Владимирович вел кафедру физики в Ленинградском сельскохозяйственном институте. Ученики Мысовского продолжали карьеру в Радиевом институте.
В рамках Радиевого института Мысовский организовал специальный практикум по радиоактивности, в котором в разные годы участвовало около 300 человек.
Л. В. Мысовский также показал себя талантливым организатором, когда в 1922 году ему поручили создание Физического отдела Радиевого института. В 1925 году он создал при отделе радоновую лабораторию, которая выпускала препараты эманации радия, которыми институт снабжал медицинские учреждения. В рамках своей профессиональной деятельности Л. В. Мысовский выполнил сверку советских эталонов радия с международными.
Для работы института было необходимо обеспечивать работу материалами и оборудованием, для этого было необходимо обеспечить институт научно-экспериментальной мастерской. Лев Владимирович стал инициатором создания механических и стеклодувных мастерских института и активно участвовал в оборудовании производства.